# لنکستر (ویسکانسین)
لنکستر، ویسکانسین  (به انگلیسی: Lancaster) شهری در شهرستان گرنت ایالت ویسکانسین است که در سال ۱۸۷۸ بنیان‌گذاری شده‌است. این شهر طبق سرشماری سال ۲۰۱۰ میلادی ۳٬۸۶۸ نفر جمعیت داشته‌است.